# 譚の滅亡
譚の滅亡（たんのめつぼう）は、紀元前684年に発生した、斉が譚を滅ぼした戦い。
斉の公子小白が亡命したときに、譚を通過したが譚の国君は厚く接待しなかった。後に小白が即位すると（桓公）、各国の諸侯は桓公に祝賀の使者を送ったが、譚は送らなかった。結果、桓公二年（紀元前684年）の冬、斉は出兵し譚を滅ぼし、譚の国君は同盟国の莒に亡命した。